# Titjärnen, Värmland
Titjärnen är en sjö i Torsby kommun i Värmland och ingår i Göta älvs huvudavrinningsområde. Titjärnen ligger i Titjärnsskogen Natura 2000-område.